# Broaden-and-build-Theorie
Die Broaden-and-build-Theorie von Barbara Fredrickson beschreibt die handlungs- und gedankenerweiternden Konsequenzen positiver Emotionen. Sie basiert auf Arbeiten von Alice M. Isen und ist eine wichtige Säule der Positiven Psychologie.

## Annahmen
Allgemein liegt der Theorie die Annahme zugrunde, dass Emotionen das Wahrnehmungs- und Verhaltensmuster beeinflussen können. Positive Emotionen wie Lust, Interesse, Zufriedenheit, Stolz und Liebe wirken erweiternd, während eine bedrohliche Situation eine Einschränkung erfordert, um das Leben durch z. B. Flucht oder Angriff zu sichern.
Werden positive Emotionen empfunden, wirken sich diese nicht direkt auf das Sichern des Überlebens aus, jedoch wird dadurch eine motivationale Basis für Tätigkeiten gelegt, die sich zu langfristig nutzbaren persönlichen Ressourcen entwickeln können. Daraus entsteht eine positive Aufwärtsspirale, die sich von selbst fortsetzen kann, da ein wiederholtes Erleben von positiven Emotionen letztlich wiederum motivierend wirkt. 